# Nguyễn Thị Vân Yến
Nguyễn Thị Vân Yến (sinh 1963) là đại biểu Quốc hội Việt Nam khóa 12, thuộc đoàn đại biểu Hưng Yên.